# Лобанов-Ростовский, Иван Иванович Козий Рог
Князь Иван Иванович Лобанов-Ростовский по прозванию «Козий Рог» (ум. 30 июля 1639) — русский военный и государственный деятель, голова и полковой воевода во времена правления Михаила Фёдоровича.
Из княжеского рода Лобановы-Ростовские. Единственный сын воеводы князя Ивана Юрьевича Лобанова-Ростовского, известного только по родословной росписи.

## Биография
В 1613 году князь Лобанов-Ростовский в чине стольника подписал сорок пятым соборную грамоту об избрании на российский царский престол Михаила Фёдоровича Романова. В 1618 году находился в Москве во время осады русской столицы польско-литовской армией под командованием королевича Владислава Вазы, за что пожалован вотчиной. В 1624 году участвовал в походе в Передовом полку, а куда — неизвестно.
13 июня 1626 года князь «дневал и ночевал» на государевом дворе в Москве во время отсутствия царя Михаила Фёдоровича.
В 1629—1630 годах — первый воевода сторожевого полка в Крапивне. В случае нападения крымских татар воеводы Пушкин и Чубаров должны были идти из Пронска в сход к князю Лобанову-Ростовскому. Такое царское распоряжение вызвало челобитье со стороны Пушкина, который посчитал, что «ему невместно быть меньше князя Лобанова-Ростовского». В 1630 году после возвращения из Крапивны в Москву был «у руки государя».
В 1631 году в день Светлого Христова Воскресенья он был на царском приёме в честь праздника и видел «государевы очи». В этом же году упомянут объезжим головою в Московском кремле. В 1635 году князь Иван Иванович Лобанов-Ростовский был воеводой у Арзамасской засеки «для прихода крымских татар», где и упомянут в 1636 году, как воевода «у делания и охранения Арзамасской засеки». В марте 1637 года — воевода передового полка в Дедилове, для охранения от прихода крымцев и нагайцев, с ним должен был быть в сходе князь Борятинский из Михайлова. В том же году князь И. И. Лобанов присутствовал при приёме литовского гонца. 28 мая 1638 года — голова первой сотни московских дворян при встрече крымского посла, за Калужскими воротами.
В феврале 1639 года князь Иван Иванович Лобанов-Ростовский был назначен воеводой и письменным головой в Томск. Не доехал до места службы, умер 30 июля того же года в Нарымском остроге.
Историк А. П. Барсуков в труде «Списки городовых воевод XVII столетия» смешивает службы князей современников, приводя службу князя Ивана Ивановича в 1639 году воеводой в Томске и приводит его службу воеводой в 1646—1647 годах в Великих Луках, что относится к службе боярина и князя Ивана Ивановича, сыну князя Ивана Ивановича «Козий рог».

## Семья
От брака с неизвестной имел детей:
- Князь Иван Иванович Лобанов-Ростовский (ум. 1664) — воевода, окольничий и боярин;
- Князь Александр Иванович Лобанов-Ростовский (ум. 1677) — стольник, окольничий и воевода.